# Cassiope tetragona
Cassiope tetragona (Arctische dophei)  is een heidesoort die voorkomt op de toendra van Groenland en in het noorden van Scandinavië. 
De plant groeit vaak op een kalkachtige grond en vormt een dwergstruikje van 10 tot 30 cm hoog. De stam staat recht overeind. De bladeren hebben geen steel en staan in vier rijen op de tak. Ze hebben een schubachtige vorm. De plant bloeit in de korte zomer van juli tot augustus met witte klokjes en vormt bolvormige vruchtjes van 4 mm lengte.